# Kō Matsubara
Kō Matsubara (松原后?, Matsubara Kō; Hamamatsu, 30 agosto 1996) è un calciatore giapponese, difensore del Júbilo Iwata.